# Enallylpropymal
Enallylpropymal (Narconumal) es un derivado de barbitúrico desarrollado por Hoffmann le Roche en la década de 1930. Tiene efectos sedantes y hipnóticos y se considera que tiene un potencial de abuso moderado.